# Moritz Reichert
Moritz Reichert est un joueur allemand de volley-ball né le 15 mars 1995 à Lebach. Il joue au poste de réceptionneur-attaquant.

## Biographie
Après une saison au Tourcoing LM en 2022-2023, Moritz Reichert rejoint ensuite le Montpellier Volley.
Reichert est en 2023 capitaine de la sélection allemande.

## Palmarès

### Clubs
Coupe d'Allemagne:
- 2015, 2020[3]

Championnat d'Allemagne:
- 2015, 2019
- 2016, 2017

Championnat de France:
- 2018

Supercoupe d'Allemagne:
- 2019